# Граждански демократичен съюз (Северна Македония)
Вижте пояснителната страница за други значения на Граждански демократичен съюз.
Граждански демократичен съюз (на македонска литературна норма: Граѓанско демократска унија) е северномакедонска дясноцентристка политическа партия, основана на 18 март 2018 година. Неин председател е Петър Колев.

## История
Първата пресконференция на инициативния комитет за формиране на партията се състои на 6 декември 2017 г. в хотел „Мариот“ в Скопие, където представя своите основни принципи. На конференцията присъства бившият председател на сдружението „Македонско–българско приятелство“ – Петър Колев, както и бившият председател на ВМРО–НП – Георги Трендафилов. Пресконференцията не е отразена от медиите в Северна Македония, въпреки че на нея присъстват повече от седем медии.
Партията е основана на 18 март 2018 година като за неин председател е избран роденият в село Ново село (община Щип) – Петър Колев, самоопределящ се за етнически българин, бивш член на българската ВМРО-БНД и председател на сдружението „Македонско–българско приятелство“.

## Резултати от избори

### Местни избори
През май 2019 г. се провеждат избори за кмет на 3 общини – Дебър, Ново село и Охрид. Партията излъчва свой кандидат за кмет на община Охрид – Михаил Трендафилов, който се класира на 3–то място с 5,89 %.